# Cor Bach-Elgar
El Cor Bach-Elgar (en anglès Bach-Elgar Choir) és un cor comunitari a Hamilton, Ontario. El cor està format per cantants amateurs amb talent de Hamilton i les ciutats veïnes de Burlington, Oakville, Mississauga i Simcoe. Entre les actuacions destacades del conjunt destaquen les estrenes canadenques de Miserere de Górecki i la Simfonia núm. 2 de Mahler (la Resurrecció). El cor ha actuat al Roy Thomson Hall de Toronto, al Sanderson Centre de Brantford (amb l'Orquestra Filharmònica de Buffalo) i al Brott Music Festival de Hamilton. El cor fa aparicions freqüents com a col·laborador amb l'Orquestra Filharmònica de Hamilton.

## Història
El Cor Bach-Elgar va ser fundat per Bruce Carey l'any 1905 amb el nom d'Elgar Choir. El cor va ser dirigit posteriorment per G. Roy Fenwick, WH Hewlett i Edward Stewart. El cor es va dissoldre durant uns anys durant la Segona Guerra Mundial, i es va reformar el 1947, unint-se a un altre cor d'aficionats dissolt, el Bach Choir (fundat el 1931 per Graham Godfrey), per formar el rebatejat Cor Bach-Elgar.
Cyril Hampshire va dirigir el cor de 1948 a 1955, John Sidgwick de 1955 a 1960, Frank Thorolfson de 1960 a 1962, i Charles Wilson de 1962 a 1974.
Durant les dècades del 1970 i 1980, el cor va continuar la seva sèrie de concerts a la catedral de Christ´s Church, amb Donald Kendrick dirigint de 1974 a 1978 i de 1981 a 1983, Philip David Morehead de 1978 a 1980 i Denise Narcisse-Mair de 1980 a 1981.
El cor va continuar sota la direcció de Gerald Fagan de 1983 a 1984. El 1986 el cor tenia 95 membres. Wayne Strongman  va dirigir el cor de 1984 a 1997; a la dècada de 1990, es van fer concerts a la Rosedale United Church de Toronto i a Hamilton Place (ara FirstOntario Concert Hall), on és un conjunt resident desde 1975. Philip Sarabura  va esdevenir director el 1998, i Ian Sadler del 2000 al 2005. Els concerts s'han fet a Melrose United Church des del 2006. Howard Dyck va ser director artístic del 2006 al 2010,  i Alexander Cann n'és el director artístic des del 2010.